# Anopheles martinius
Anopheles martinius är en tvåvingeart som beskrevs av Shingarev 1926. Anopheles martinius ingår i släktet Anopheles och familjen stickmyggor.
Artens utbredningsområde är Uzbekistan. Inga underarter finns listade i Catalogue of Life.